# Alberto Mario González
Alberto Mario González (21. srpna 1941, Buenos Aires - 26. únor 2023, Buenos Aires) byl argentinský fotbalový útočník.

## Klubová kariéra
V argentinské lize hrál za Club Atlético Atlanta, CA Boca Juniors a CA Banfield. S CA Boca Juniors vyhrál třikrát argentinskou ligu. V letech 1970-1971 hrál za chilský klub Unión Española. Kariéru končil v týmu Club Atlético Platense. V jihoamerickém Poháru osvoboditelů nastoupil ve 23 utkáních a dal 1 gól.

## Reprezentační kariéra
Za reprezentaci Argentiny nastoupil v letech 1962–1967 v 19 utkáních. Byl členem argentinské reprezentace na Mistrovství světa ve fotbale 1962, nastoupil v 1 utkání. Byl členem argentinské reprezentace na Mistrovství světa ve fotbale 1966, nastoupil ve 4 utkáních.

## Ligová bilance
| Ročník                              | Zápasy | Góly | Klub                  |
| ----------------------------------- | ------ | ---- | --------------------- |
| Primera División (Argentina) 1960   | 18     | 0    | Club Atlético Atlanta |
| Primera División (Argentina) 1961   | 30     | 7    | Club Atlético Atlanta |
| Primera División (Argentina) 1962   | 28     | 1    | CA Boca Juniors       |
| Primera División (Argentina) 1963   | 22     | 1    | CA Boca Juniors       |
| Primera División (Argentina) 1964   | 27     | 4    | CA Boca Juniors       |
| Primera División (Argentina) 1965   | 31     | 2    | CA Boca Juniors       |
| Primera División (Argentina) 1966   | 29     | 3    | CA Boca Juniors       |
| Primera División (Argentina) 1967   | 33     | 0    | CA Boca Juniors       |
| Primera División (Argentina) 1968   | 198    | 1    | CA Boca Juniors       |
| Primera División (Argentina) 1969   | 19     | 1    | CA Banfield           |
| Primera División (Chile) 1970       | 18     | 1    | Unión Española        |
| Primera División (Chile) 1971       | 27     | 6    | Unión Española        |
| CELKEM Primera División (Argentina) | 256    | 20   |                       |
| CELKEM Primera División (Chile)     | 45     | 7    |                       |